# Schéma d'aménagement régional
Ne doit pas être confondu avec Schéma d'aménagement et de développement.
De manière générale, et dans le domaine de l'aménagement du territoire en France, la notion de schéma d'aménagement régional peut désigner différents schémas d'aménagement établis par les régions ou aux échelles régionales par les régions et l'État.
Depuis la Loi LOADDT, dite Loi Voynet, le schéma régional le plus important est le schéma régional d'aménagement et de développement durable du territoire dit SRADDT.

## Schémas induits ou impactés par le Grenelle de l'environnement
À la suite du Grenelle de l'environnement de 2007, en 2010, la loi Grenelle II a ajouté plusieurs schémas :
1. Schéma régional du climat, de l'air et de l'énergie (SRCAE), qui se substituent aux anciens PRQA (plans régionaux pour la qualité de l'air créés par la loi du 30 décembre 1996 sur l'air et l'utilisation rationnelle de l'énergie) ;
2. Schéma régional de raccordement au réseau des énergies renouvelables (SRRRER) ;
3. Schéma régional de cohérence écologique (SRCE) ;
4. Schéma de cohérence territoriale (SCOT) ;
5. Schéma d'aménagement régional (SAR).

## Cas particulier: les SAR des territoires ultramarins
Pour les collectivités françaises d'outre-mer, le SAR est l'outil principal de planification de l'aménagement du territoire, en fixant les priorités de développement, de protection du territoire régional et de mise en valeur de ce territoire et du patrimoine naturel, historique, matériel, culturel et humain ; de par la loi no 95-115 du 4 février 1995, il vaut schéma régional d'aménagement et de développement du territoire.
Le SAR a une valeur prescriptive. Il cadre et détermine les grandes destinations des parties du territoire, et notamment l'implantation des équipements structurants (dont infrastructure de transport et communication) ; Il produit un zonage des zones préférentiellement réservées à l'urbanisation, en cherchant à limiter les effets négatifs de la périurbanisation, aux activités industrielles, portuaires, artisanales, agricoles, forestières et touristiques ;
Il est initié et adopté par le Conseil régional, et doit être approuvé en Conseil d'État.
Il est applicable pour 10 ans, après quoi une étude (notamment environnementale), permet de décider de son maintien en vigueur ou de sa mise en révision.
Il en existe :
- pour la Guadeloupe, élaboré en 2000, approuvé le 5 janvier 2001[1],
- pour la Guyane, mis en révision en 2005 avec les Assises pour la révision du Schéma d’Aménagement Régional (20 décembre 2005)[2],
- pour La Réunion, approuvé par le conseil d’État par décret le 22 novembre 2011. Il remplace le premier SAR de La Réunion qui avait été approuvé en 1995[3].
- pour la Martinique, approuvé en 1998 et modifié en 2005[4].

### Élaboration
Le SAR est élaboré à l'initiative et sous l'autorité du CR, selon une procédure conduite par le président du Conseil régional et déterminée par décret en Conseil d'État.
Sont associés à cette élaboration l'État, le département, les communes, et les EPCI & syndicats mixtes chargés de l'élaboration et de l'approbation des SCOT. Les chambres d'agriculture, les chambres de commerce et d'industrie et les chambres de métiers le sont également, à leur demande, ainsi que les organisations professionnelles intéressées.
Le SAR est ensuite adopté par le Conseil Régional puis approuvé en conseil des ministres après avis du Conseil d’État.

### Contenu
Le schéma d'aménagement régional  est composé d'un rapport, d''un fascicule des règles, d'une carte de destination générale des différentes parties du territoire,de documents annexes.
- le rapport comporte un diagnostic du territoire,  l'analyse de l'état initial de l'environnement et les perspectives de son évolution, les orientations fondamentales,  les principes de l'aménagement de l'espace analysant la situation existante,  il présente les objectifs du schéma et, s'il y a lieu, son articulation avec les autres documents d'urbanisme, le dispositif de suivi et d'évaluation.  Dans un chapitre individualisé il contient un inventaire des émissions de polluants atmosphériques et de gaz à effet de serre, un bilan énergétique, une évaluation du potentiel énergétique, renouvelable et de récupération, un recensement de l'ensemble des réseaux de chaleur, une évaluation des améliorations possibles en matière d'efficacité énergétique, une étude de vulnérabilité du territoire au changement climatique ainsi que sur une évaluation de la qualité de l'air et de ses effets sur la santé publique et l'environnement.
- un Schéma de mise en valeur de la mer (SMVM), dans un chapitre individualisé, qui précise la vocation générale des différentes zones marines et littorales, la vocation des différents secteurs maritimes et les conséquences qui en résultent pour les diverses parties du littoral qui lui sont liées.
- Le fascicule des règles récapitule les règles édictées par le schéma pour mettre en œuvre les orientations et principes
- Des cartes  établie à une échelle comprise entre 1/50 000 et 1/100 000, et documents présentant les différents zonages.
- Les annexes sont composées de tous éléments indicatifs que la collectivité estime être de nature à éclairer sur l'élaboration et la mise en œuvre du schéma.

### Modifications
Tout projet de modification d'un SAR doit être soumis à enquête publique (dans les conditions définies par le code de l’environnement) et pour avis aux personnes mentionnées pour l'élaboration. Leur avis est réputé favorable sans réponse dans un délai de trois mois à compter de leur saisine.

### Objectifs et valeur juridiques
Ces schémas visent généralement à planifier et rendre plus cohérent le développement économique, social et écologique des territoires, notamment en réduisant les inégalités spatiales sur le plan économique, écologique, sanitaire et social. Ces objectifs sont réunis dans la formulation d'un développement équilibré du territoire, rappelé dans les documents de planification et de textes de loi.
Dans le cas des SAR ultramarins, ils ne sont pas directement opposable aux tiers (aux décisions individuelles d'occuper ou d’utiliser le sol, sauf pour ses dispositions précisant les modalités d’application de la loi littoral que l’on retrouve dans le SMVM. Les SARs ultramarins ont la même valeur qu'une DTA (Directive Territoriale d’Aménagement) et s'imposent aux documents d’urbanisme tels que :
- SCOT (Schéma de Cohérence Territoriale)
- PLU (Plan Local d’Urbanisme)
- cartes communales.

Le SAR vaut SCOT sur les périmètres de communauté de communes qui n'ont pas adopté de SCOT. Tous les documents d'urbanisme communaux et intercommunaux doivent être conforme au SAR dont pour la protection et la mise en valeur des ressources régionales.

## Moyens
Ce type de schéma mobilise de nombreux acteurs et secteurs de la société pour parvenir aux objectifs énoncés ci-dessus :
- un développement économique plus durable ou soutenable
- les politiques sociales spatialisées plus équilibrées
- les politiques du logement
- le développement des infrastructures, notamment de transport et de communication
- la disponibilité des ressources en eau et leur gestion intégrée afin d'assurer leur durabilité
- la préservation et la mise en valeur de l'environnement comme on la conçoit par exemple dans la Gestion intégrée des zones côtières
- la restauration, protection et gestion intégrée de l'environnement, via la trame verte et bleue et la trame bleu marine, la désignation d'aires naturelles protégées, des plans de restauration de la biodiversité, une gestion plus soutenable des ressources (pêche, forêt, agriculture, carrières, foncier...)

### Validation
Depuis peu (loi Grenelle II), les SAR sont soumis à enquête publique dans les conditions définies par le code de l'environnement, mais les projets de SAR ayant été arrêtés avant la date de publication de cette loi peuvent être approuvés sans être soumis à enquête publique, dans les conditions définies par le code de l’environnement.

## Liens avec autres schémas ou plans.
- Les SCOT (et en l’absence de SCOT, les PLU, les cartes communales ou les documents en tenant lieu) doivent être compatibles avec le SAR (Voir loi Grenelle II).
- Si un SAR est mis en révision avant l"approbation d'une charte de parc national, celle-ci devra prendre en compte le projet de révision ; cette charte devra être rendue compatible avec le schéma dans un délai de trois ans à compter de l’approbation de celui-ci. La loi Grenelle II prévoit qu'un décret précise les modalités d’application de cet alinéa.
- Si un SAR est préparé après un Plan de gestion des risques d'inondation déjà approuvé[6], il doit être également compatible avec les objectifs de gestion des risques d'inondation, les orientations fondamentales et les dispositions de ce plan.

Si le plan de gestion est adopté après le SAR, ce dernier - si nécessaire - devra être rendu compatible (dans un délai de trois ans) avec les objectifs et éléments de gestion des risques d'inondation, les orientations fondamentales et les dispositions de ce plan.

## Compléments